# Chabařovice
Chabařovice (německy Karbitz) jsou město v okrese Ústí nad Labem v Ústeckém kraji. Stojí v Chomutovsko-teplické pánvi severně od jezera Milada. Žije v něm přibližně 2 500 obyvatel. Historické jádro je městskou památkovou zónou.

## Název
Existují neshody ohledně prvního zápisu názvu města, v literatuře se objevují tvary Kagrwicz, Kagrnicz případně Kagrnitz, přičemž všechny tyto 3 tvary se vztahují k první písemné zmínce. V pozdějších písemnostech se dále objevují tvary Kagrowicz (1363), Chabrouice (1384) případně kombinace Kagrnicz sive Chabrouicz. Z 15. století pak pochází tvary Carwitz, Korwitz nebo Kerbicz blížící se ke konečné německé variantě Karbitz. Český název Chabařovice se ustálil koncem 15. století.
Podle jednoho z výkladů se původní osada jmenovala Chrabrovice a vztahovala se k mužskému jménu Chraber, tedy muž chrabrý, statečný a udatný. Mělo se tedy jednat o obec Chrabroviců. Postupný vývoj českého názvu pak měl dospět do podoby Chabařovice. O tomto výkladu však také existují pochybnosti spočívající v nejistotě ohledně národnosti prvních obyvatel.

## Historie

### Pravěk
Archeologické nálezy v oblasti dnešních Chabařovic dokazují dočasná tábořiště v oblasti dnešního jezera Milady již v dobách mezolitických lovců. Většina nalezišť se pak soustřeďuje do oblasti bývalé části Chabařovic Hrbovic k soutoku Ždírnického a Podhorského potoka. Kromě těchto nalezišť nejčastěji však většina pozdějšího území Chabařovic zůstávala v období pravěku neosídlená a zalesněná. V oblasti Chabařovic se nacházelo neolitické sídliště kultury s lineární keramikou, jejíž nositelé byli prvními zemědělci na českém území.

### Středověk

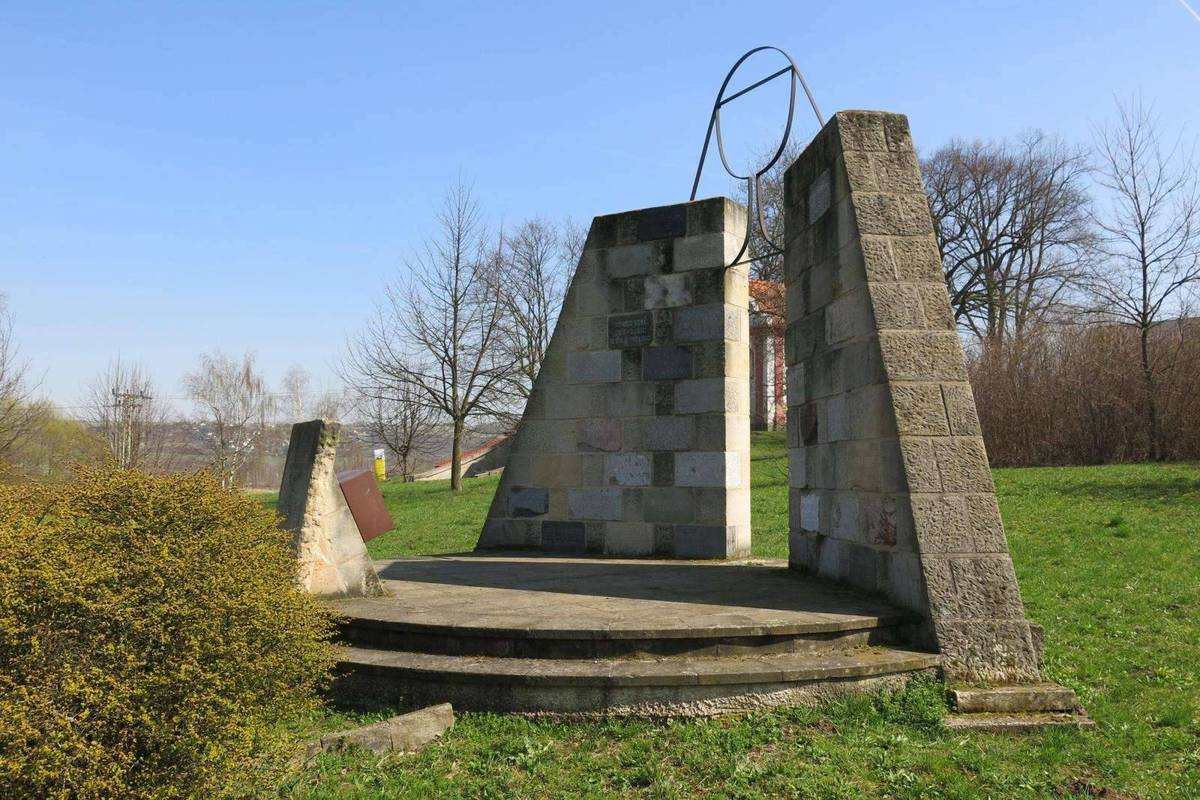
Památník vítězství husitů v Bitvě Na Běhání, která se odehrála v roce 1426 poblíž Chabařovic

Počátky stálého osídlení v místech samotných Chabařovic se datují do 11. století. Mělo se jednat o malou osadu na srbské obchodní stezce do Saska. Není přitom zcela jasné, zda obec vznikla v rámci vnitřní nebo vnější vlny kolonizace a ani jakým jazykem mluvilo její první obyvatelstvo. Za nejstarší písemnou zmínku o osídlení místa je považován seznam farních kostelů pražské arcidiecéze z roku 1352, kde je uvedena obec jako poddanská ves panství Rýzmburk, která následně v roce roku 1352 přešla pod Krupku. Při Bitvě Na Běhání v roce 1426 křižáků proti husitským jednotkám vesnice značně utrpěla kvůli přesunům vojsk. V pozdějších dobách byl vztyčen památník na tuto bitvu, který byl následně několikrát přesouván.

### Novověk
V roce 1520 byly Chabařovice zmiňovány jako městečko s právy vaření piva a výroby sladu. První znak obsahoval červené supí křídlo na modrém štítě, ale kvůli přílišné podobnosti se znakem Vartenberků musel být později změněn. 
Městská práva Chabařovic byla problematická především pro měšťany nedalekého Ústí. Ti argumentovali mílovým právem královského města na Labi, přičemž právě do této vzdálenosti Chabařovice spadaly, a vytvářely tak Ústí konkurenci. Tento spor řešili nejdříve zemští hejtmanové v roce 1541, kteří rozhodli ve prospěch práv Chabařovic, tak další rok samotný král, který rozhodnutím prohlásil Chabařovice za ves bez práv provozovat městské živnosti včetně tou dobou již existujícího pivovarnictví. Toto gesto ve prospěch královského Ústí však nemělo reálné dopady. Ferdinand I. Habsburský v září 1549 městu udělil právo užívání pozměněného městského znaku (lva na skále mezi dvěma branami) a pečetění zeleným voskem, čímž bylo původní královské rozhodnutí zrušeno. Také císař Maxmilián v roce 1571 a následně i císař Rudolf II. v roce 1580 potvrdili Chabařovicím městská privilegia a povolili jim vařit vlastní pivo. 
Od září roku 1609 přešlo vlastnictví Chabařovic pod Chlumec. Později v roce 1623 byla vesnice zkonfiskována protestantskému rodu Kelbů a proběhla nedobrovolná rekatolizace. Následně bylo město značně postiženo během třicetileté války a poté i postupy vojsk během slezských válek v polovině 18. století. V roce 1763 se v Chabařovicích prvně vysazovaly brambory a bylo tak učiněno údajně právě v souvislosti s přechodem pruských vojsk, která je sem donesla z Braniborska. V roce 1770 bylo nařízeno povinné číslování domů a při této události zde bylo zjištěno 177 domů včetně 52 předměstských. Významným pak byl rok 1774, kdy byla v okolí Chabařovic objevena naleziště hnědého uhlí, které později značně ovlivnila dění a existenci samotného města.

### Devatenácté století
Roku 1810 byla na území Chabařovic založena kartounka jako jeden z prvních větších výrobních podniků na Ústecku. Té se dařilo i poté, co Chabařovice byly značně poškozeny během bojů v rámci bitvy u Chlumce roku 1813. Brzy se však z krize zotavily. Zásadní změnu představoval nový majitel chlumeckého panství hrabě Klemens Westphalen. Od jeho příchodu v roce 1830 se začala mohutně rozvíjet těžba uhlí v celé oblasti. Ta byla v roce 1858 ještě více podpořena otevřením ústecko-teplické dráhy s nádražím na jihu od města, kam bylo zaústěno až jedenáct vleček převážně z dolů.
Události roku 1848 vedly ke zrušení vrchnostenské správy a zavedení voleného vedení města. V roce 1850 se stalo také sídlem okresu včetně všech jeho institucí zahrnujících například soud nebo poštu. S postupem těžby souvisel rozvoj města a zvětšování počtu jeho obyvatel. Přestože se původně zemědělské městečko proměňovalo, ani přes své dobré podmínky se nestalo průmyslovým centrem, jako spíš hornickou obcí. Do konce 19. století byl zde bylo jen pár větších průmyslových podniků: ultramarinka vzniklá z kartounky, knoflíkárna a Chabařovická slévárna oceli, která se však nacházela u nádraží už v katastru sousedních Vyklic. Roku 1882 se v Chabařovicích udála první masová stávka v Čechách. Do začátku první světové války probíhal rozvoj města včetně jeho vybavenosti. Byly dlážděny cesty, postaven vodovod, kanalizace, zřízena telefonní ústředna, spořitelna a v roce 1900 zavedena do obce elektřina.

### První polovina dvacátého století
Roku 1902 byly v katastrálním území Chabařovice v provozu doly Milada II Mostecké uhelné společnosti, Bedřich Vilém Chabařovického uhelného těžařstva Saxonia a důl Paulus firmy Terezie Pollaková a spol. V roce 1907 v dole Milada II pracovalo 209, v dole Bedřich Vilém 390 a v dole Paulus 45 zaměstnanců. Milada II tehdy vyprodukovala asi 131 tisíc tun a Bedřich Vilém asi 111 tisíc tun uhlí. Dalšími doly u města byly Bedřich II, Filomena a Karl Hermann; roku 1930 všechny tři mimo provoz. Dne 23. března 1932 se 309 horníků z Milady II připojilo k tzv. velké mostecké stávce.

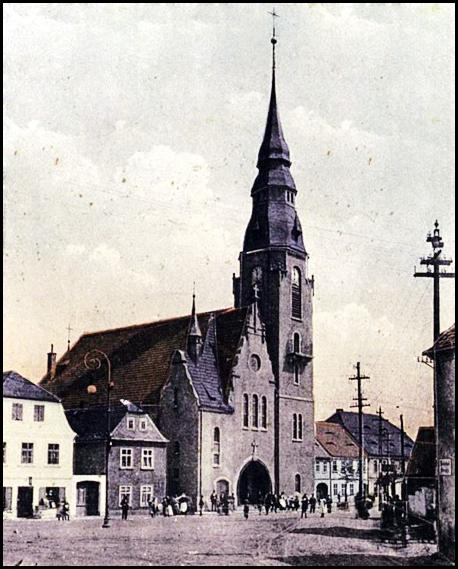
Evangelický kostel z roku 1915 zbořený v roce 1987

První světová válka zasáhla Chabařovice stejně jako okolní obce. Část mužů narukovala a část z nich za války padla. V samotném městě se zhoršovaly podmínky pro život a vlivem zhoršeného zdravotního stavu i úmrtnost. Ani po oficiálním ukončení války nepanoval v Chabařovicích úplný klid, protože ještě do prosince 1918 se vedly spory o příslušnost německojazyčných oblastí ve vznikajícím Československu. Původní myšlenka patřit k novému Rakousku v rámci provincie Deutschböhmen nevyšla a 20. 12. 1918 bylo město obsazeno československou armádou.
Již před vznikem Československa byla v Chabařovicích jedna ze dvou českých škol na Ústecku v podobě malotřídky, o kterou bylo usilováno po desetiletí. V roce 1928 byla otevřena nová budova takzvané Jubilejní školy. Přestože město zaznamenávalo i v období první republiky rozvoj, například sem byla v roce 1929 dovedena trať pouliční dráhy z Ústí, jednalo se o období sociálního a politického neklidu, kdy ve městě probíhaly především v období hospodářské krize hornické stávky a na radnici mezi sebou soupeřili demokratické levicové strany s těmi nacionálně socialistickými a stranou komunistickou, která zde v roce 1932 vyhrála volby.
V roce 1938 proběhlo zabrání Sudet nacistickým Německem a s ním i připojení Chabařovic do struktury Německé říše. Většina českého obyvatelstva odešla do vnitrozemí, část zůstala a později čelila násilnostem. Prvotní nadšení obyvatel postupně ubývalo s probíhající válkou a válečným nasazením jejich obyvatel. I mezi místními obyvateli se už od počátku objevovali lidé, co stáli proti nacistickému režimu a vznikla zde i ilegální a později popravená skupina Herty Lindnerové, kam patřila i Marie Kršňáková, po které je pojmenována jedna z ulic. V průběhu války kvůli nedostatku pracovních sil bylo v Chabařovicích zřízeno několik zajateckých pracovních táborů, mimo jiné v areálu sléváren. Mezi nedobrovolné pracovníky patřili Francouzi, Britové, Rusové a také Češi z Protektorátu.
V květnu roku 1945 byly Chabařovice osvobozeny Rudou armádou a vlády se ujal Český národní výbor. Již v červnu 1945 se ujal organizace vysidlování místních Němců v nemalém měřítku a v roce 1946 byla většina německého obyvatelstva odsunuta. Další politické procesy a změny probíhaly v Chabařovicích nikterak odlišně od okolí a centrum dění zůstávalo v Ústí.

### Po roce 1950

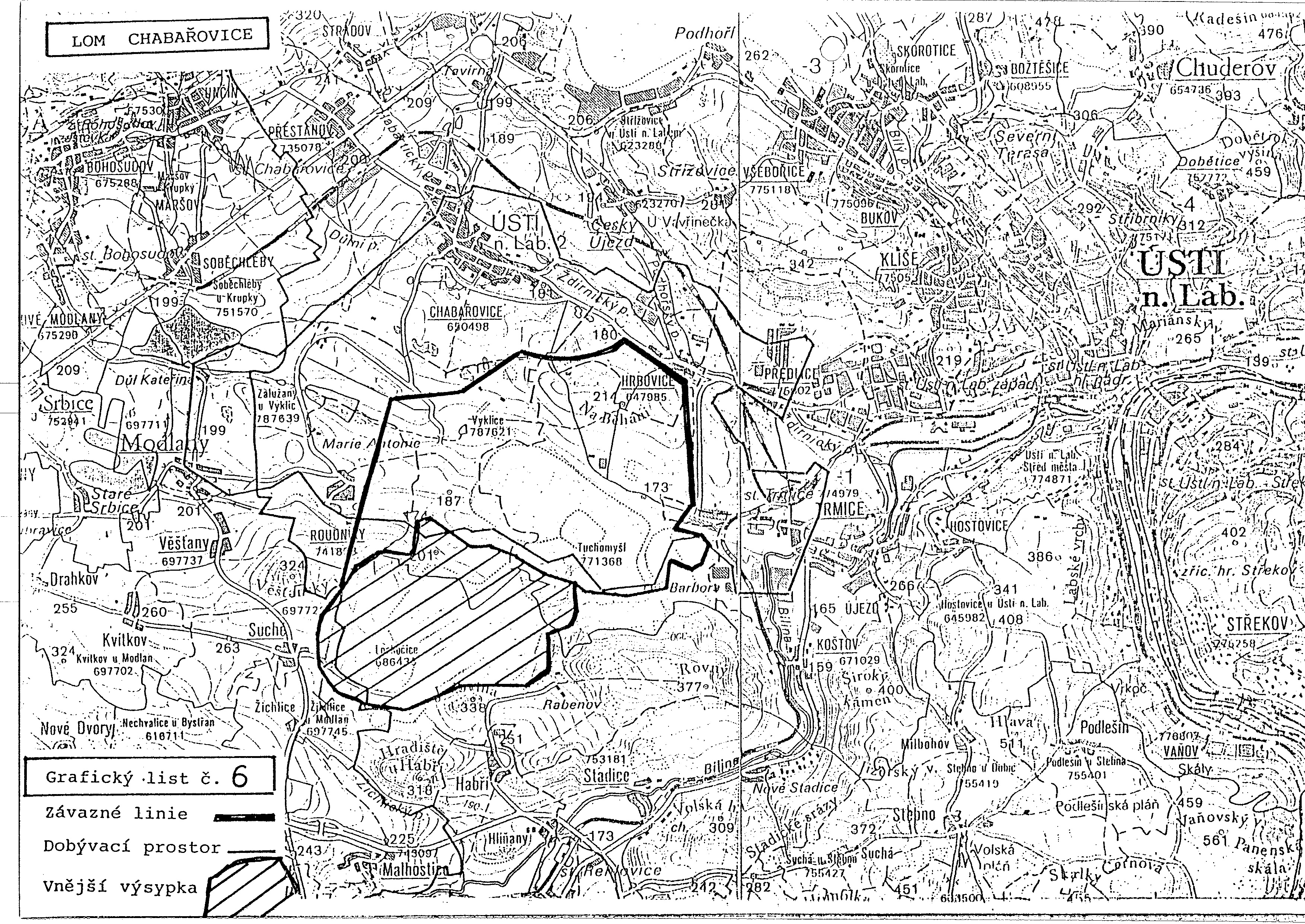
Mapa z vládního usnesení stanovující limity těžby na dole Chabařovice, které znamenalo zachování města oproti původním plánům počítajícím s jeho zánikem k roku 1997

Významně město ovlivnila povrchová těžba uhlí, která se začala rozvíjet již za první republiky. Po únoru 1948 byl hlavní oblastí těžby velkolom Chabařovice, který se stále rozšiřoval a podle oficiálních stanovisek měl znamenat konec existence města. Oficiální rok, do kdy měly být Chabařovice kompletně vysídleny a zdemolovány, byl rok 1997. To znamenalo stavební uzávěru ve městě již od roku 1964, kvůli které se nemohlo město nejen rozvíjet, ale ani provádět rozsáhlejší opravy chátrající infrastruktury. Nepomáhaly ani nejasné plány na přeložení železniční tratě a vedení dálnice D8. V osmdesátých letech 20. století byly k Chabařovicím přičleněny katastry bývalých, kvůli těžbě zbouraných Hrbovic, Otovic, Vyklic, Zalužan a stále existujících Roudníků a Přestanova. V roce 1985 pak bylo město připojeno k Ústí nad Labem a stalo se jedním z jeho obvodů. V druhé polovině osmdesátých let probíhaly demolice i v samotném městě včetně odstřelu Evangelického kostela na náměstí a zániku Hrbovic.
Naděje pro záchranu města nastala po Sametové revoluci v roce 1989. Chabařovice a Chlumec se od Ústí opět odtrhly v roce 1990 a ve stejnou dobu byly plně zahájeny politické snahy o zachování Chabařovic a zrušení tzv. Velké varianty těžby z roku 1977, kterými se zabývali nejvyšší představitelé státu. Diskutovány byly různé návrhy omezení těžby a zachování města, zpravidla proti se stavělo vedení a zaměstnanci Palivového kombinátu Úžín, který na lomu těžil. Dne 11. září 1991 vláda Petra Pitharta přijala usnesení, v němž se vyslovuje pro zachování města a stanovuje limity těžby. I přes další snahy toto rozhodnutí revidovat ze strany těžařů bylo usnesení vlády opakovaně potvrzeno případně minimálně upraveno. Konec těžby ve velkolomu pak byl naplánován na rok 1996. Nakonec byla ukončena v roce 1997 a byla zahájena rozsáhlá rekultivace spočívající v zatopení do podoby pozdějšího Jezera Milada. To bylo napuštěno v roce 2010 a otevřeno veřejnosti v roce 2015.

## Přírodní poměry

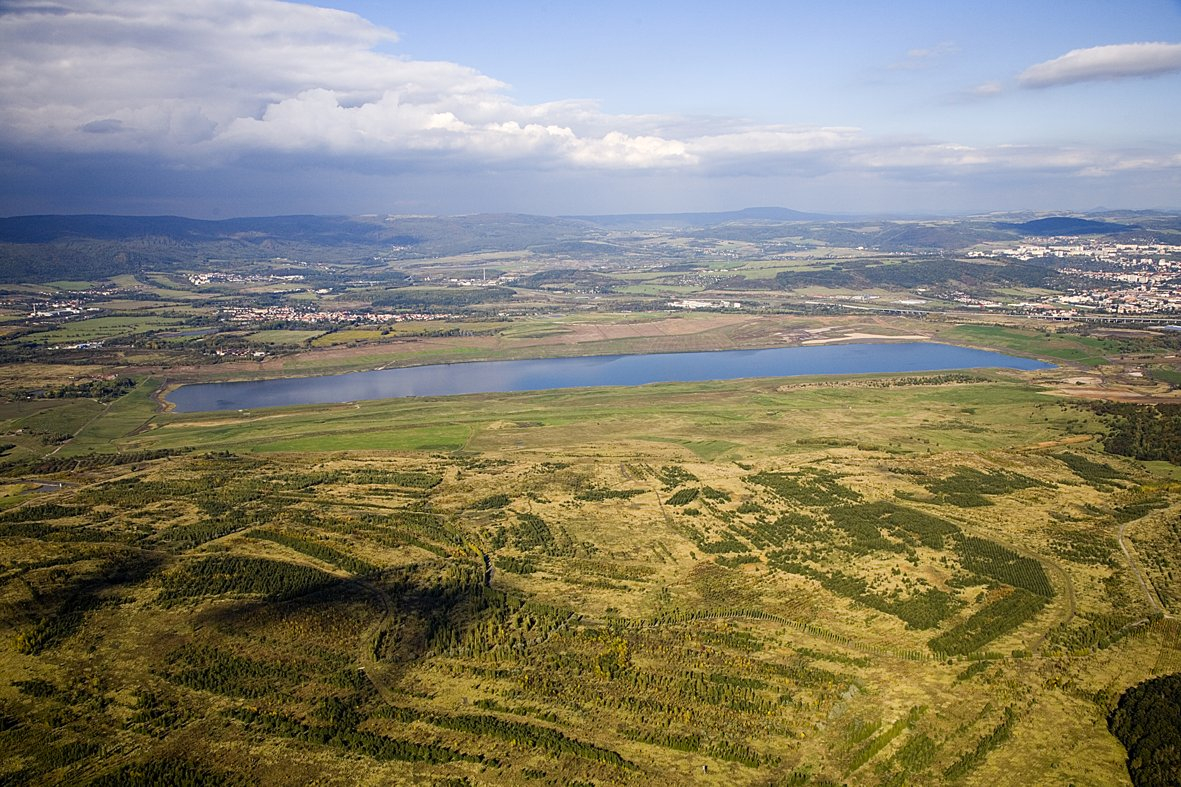
Jezero Milada, vlevo nahoře Chabařovice

Většina města se rozkládá v podle něj pojmenované Chabařovické pánvi, která je podjednotkou Chomutovsko-teplické pánve a tedy Severočeské uhelné pánve. Jedná se o terén většinově spíše plochý s mírnými svahy přírodně narušený pouze hřbety v jihovýchodní části. Významně ovlivněný je zásahy lidské činnosti, které zde měnily výškové poměry, vytvořily různé haldy a jezera v zatopených povrchových dolech. 
V oblouku ve směru sever-východ-jih obklopují katastr města kopce Českého Středohoří, které do něj zasahuje pouze malým kouskem na jihu u Roudníků, kam nezasahuje Chráněná krajinná oblast. V blízkosti města se nachází dobře viditelné Krušné hory. 
Z vodních toků městem prochází Ždírnický potok, do kterého se na severu města vlévá přeložený Zálužanský potok. V okolí Chabařovic se nachází několik vodních ploch. Největší je Jezero Milada (někdy též Chabařovické jezero), které vzniklo zatopením velkolomu Chabařovice po ukončení těžby v roce 1997. Od roku 2015 je přístupné veřejnosti a je rekreačně využíváno. Jeho vliv na místní mikroklima se zkoumá, ale předpokládá se, že bude významný. Většina menších vodních ploch vznikla v důsledku poddolování a následného zatopení. Je to případ například ploch Školních rybníků, Petriho nebo Friedricha. Také Velký a Malý luční rybník na severu města jsou vytvořené činností člověka, ale v tomto případě záměrně původně za účelem chovu ryb na přelomu čtyřicátých a padesátých let dvacátého století.

## Obyvatelstvo

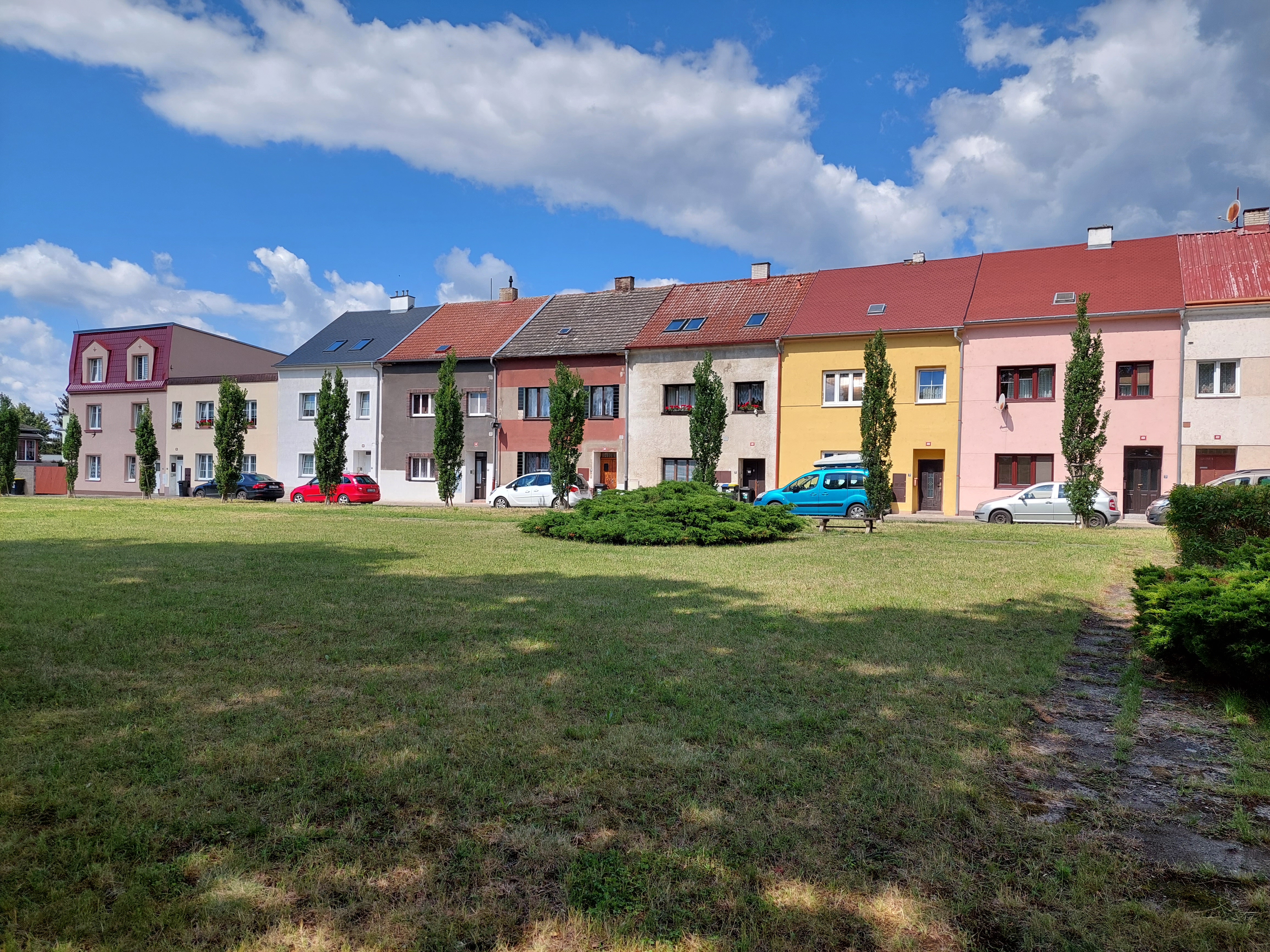
Řadové domy v ulici Na Konečné, typická zástavba Chabařovic

Většinu historického období tvořilo většinu obyvatelstvo německé národnosti. V druhé polovině 19. století začali z vnitrozemí přicházet Češi za novými pracovními podmínkami v místních dolech a zvyšoval se tedy i podíl českého obyvatelstva. Při sčítání v roce 1921 bylo zjištěno z 5 947 obyvatel samotných Chabařovic (bez později připojených místních částí) 1 329 Čechů, což znamenalo podíl 22,34 % a tedy jedno z nejvyšších čísel na Ústecku v té době. Při stejném sčítání ve městě žilo také 4 559 Němců, dva Židé a tři  příslušníci jiné národnosti. Většina se jich hlásila k římskokatolické církvi (5 034 osob), evangelíků bylo 356, židů 43, lidí bez vyznání 518. K církvi československé patřilo jedenáct obyvatel a dvanáct jich bylo členy ostatních nezjišťovaných církví. Podle sčítání lidu z roku 1930 mělo město 6 165 obyvatel: 1 478 Čechoslováků, 4 561 Němců, tři Židy, sedm obyvatel jiné národnosti a 116 cizinců. Stále převažovala římskokatolická většina (4913 lidí). Druhou největší skupinou byli lidé bez vyznání (783 osob). K evangelickým církvím patřil 407 lidí, 29 k církvi československé, 25 k izraelské a osm bylo členy jiných nezjišťovaných církví.
Po roce 1945, stejně jako ve zbytku původních Sudet, bylo německé obyvatelstvo vysídleno a Chabařovice jen částečně dosídleny. Předválečný počet obyvatel nebyl následně dosažen a od šedesátých let 20. století, kdy byl naplánován konec celého města k roku 1997, začal počet obyvatel výrazně klesat, přičemž ubývalo především obyvatel v produktivním věku. Po rozhodnutí o zachování Chabařovic byla obnovena místní výstavba a s ní přišel i nárůst počtu obyvatel.
V roce 1830 v Chabařovicích žilo 1 340 obyvatel ve 247 domech. O dvacet let později ve městě stálo 273 domů, v nichž žilo 1 607.
| Obyvatelé                                                                 | 3 978 | 5 275 | 6 068 | 7 604 | 8 666 | 8 195 | 8 669 | 4 922 | 4 828 | 4 395 | 3 722 | 1 875 | 2 004 | 2 303 |
| Domy                                                                      | 405   | 456   | 501   | 574   | 665   | 685   | 806   | 886   | 787   | 781   | 734   | 443   | 462   | 549   |
| Tabulka zahrnuje také údaje zaniklých vesnic Otovice, Vyklice a Zalužany. |       |       |       |       |       |       |       |       |       |       |       |       |       |       |

## Části města
- Chabařovice (k. ú. Chabařovice, Vyklice a Zalužany u Vyklic)
- Roudníky (k. ú. Roudníky)

## Doprava

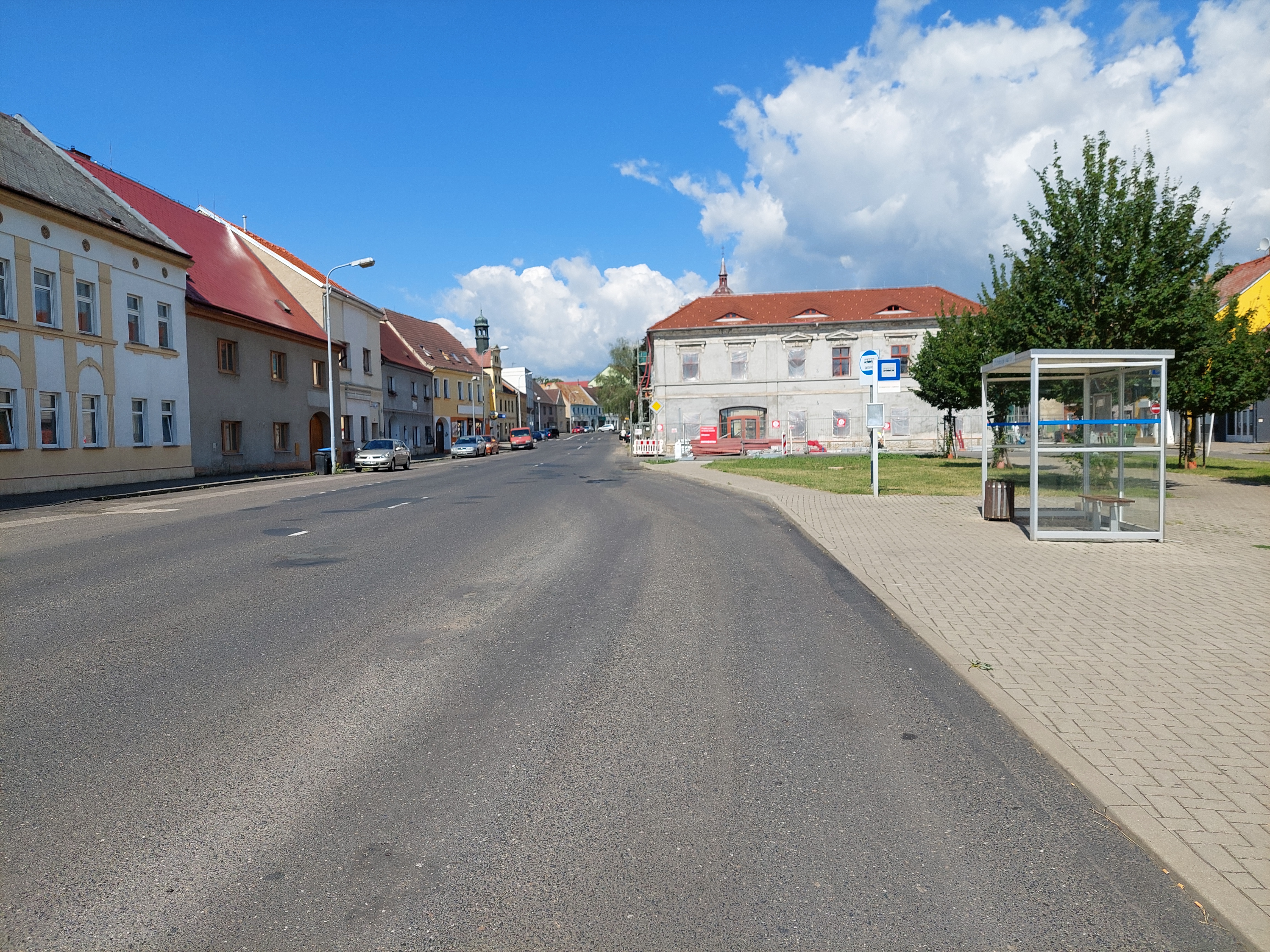
Silnice II/253 vedoucí středem obce na Náměstí 9. května se zastávkou Chabařovice, radnice

Osou celé obce je silnice II/253 vedoucí od Předlic v Ústí nad Labem do Přestanova, kde se kříží se silnicí I. třídy I/13 z Chlumce do Teplic, odkud pokračuje dále až na Karlovy Vary. Na kraji katastru a kousek za ním před Předlicemi vede dálnice D8 z Prahy ke státní hranici s Německem pokračující dále jako dálnice A17 na Drážďany. Nájezdy na D8 se nachází v sousedních Hrbovicích. Kromě zmíněných dále vede z obce na severu silnice na Chlumec přes bývalé chabařovické strojírny a na jihu kolem bývalé ocelárny do části Roudníky a dále do Modlan. 
Obcí prochází železniční trať číslo 130 z Ústí nad Labem do Chomutova. Na jejím severozápadním okraji se nachází nádraží Chabařovice, na kterém však byl provoz pro osobní dopravu zastaven v roce 2008 z důvodu nízké poptávky způsobené velkou vzdáleností nádraží od samotné obce. Po celé délce dnešní trati 130 se jedná v Chabařovicích o přeložku původní trati vybudovanou v osmdesátých letech 20. století včetně nového nádraží, kdy původní trasování vedlo přes rozšiřující se těžební prostor. Z původní trati zbyly jen vlečky na západě katastrálního území. V původní trase vedoucí jižně od samotných Chabařovic vedla trať od roku 1858 a kromě osobní dopravy byla významná především pro nákladní dopravu, konkrétně pro přepravu zde vytěženého uhlí.
Hromadná doprava byla v roce 2022 zajišťována výhradně krajskými autobusy integrovanými v rámci systému DÚK. Pravidelné autobusové linky zajišťují spojení s Ústím nad Labem, Teplicemi i Chlumcem. V minulosti byly Chabařovice obsluhovány linkami Dopravního podniku města Ústí nad Labem. Od roku 1926 do roku 1963 sem vedla tramvajová trať z Ústí končící u později zbouraného evangelického kostela na Husově náměstí. Do roku 2015 pak zajišťoval dopravní podnik veřejnou dopravu pomocí autobusové linky 12 pokračující do Přestanova.

## Muzea
- Soukromé muzeum kávových mlýnků
- Muzeum města Chabařovice

## Pamětihodnosti
Kostel Narození Panny MarieKostel Narození Panny Marie, původně gotický a doložený k roku 1352. Koncem 17. století byla původní stavba i s velkou částí obce zcela zničena požárem a kostel byl následně v letech 1699 až 1701 znovupostaven od základů. V roce 1872 byl kostel zvýšen a naposledy přestavěn v neobarokním stylu stavebníkem F. Leinweberem.
Zaniklý evangelický kostelEvangelický kostel v neorenesančním stylu s prvky secese z let 1899 až 1901 byl roku 1987 jako zchátralý zbořen. O autorství se vedou spory, někdy je připisováno drážďanské kanceláři Schilling & Gräbner, častěji včetně oficiálních zdrojů je jako autor projektu uváděn další drážďanský architekt – Waldemar Kindler.
Kaple svatého Jana KřtiteleKaple s věžičkou se nachází na okraji obce při silnici do Předlic. Pochází z roku 1765, od roku 1999 patří pravoslavné církvi. V průčelní věžičce zvon, údajně se jedná o lodní zvon z Ruska.
Kaple svatého MichaelaHřbitovní kaple pochází z roku 1611. Po velkém požáru Chabařovic v roce 1697 nechal chlumecký hejtman Kristián Hypisch na vlastní náklady do kaple pořídit zvonek, aby se jím mohlo vyzvánět k bohoslužbám, protože kostel o své zvony přišel. Kaple je dnes bez zvonu.

### Další pamětihodnosti
- Sloup se sochou Panny Marie na náměstí
- Socha svatého Jana Nepomuckého na náměstí
- Renesanční stará radnice se šatlavou na Husově náměstí
- Pamětní deska Marie Kršňákové

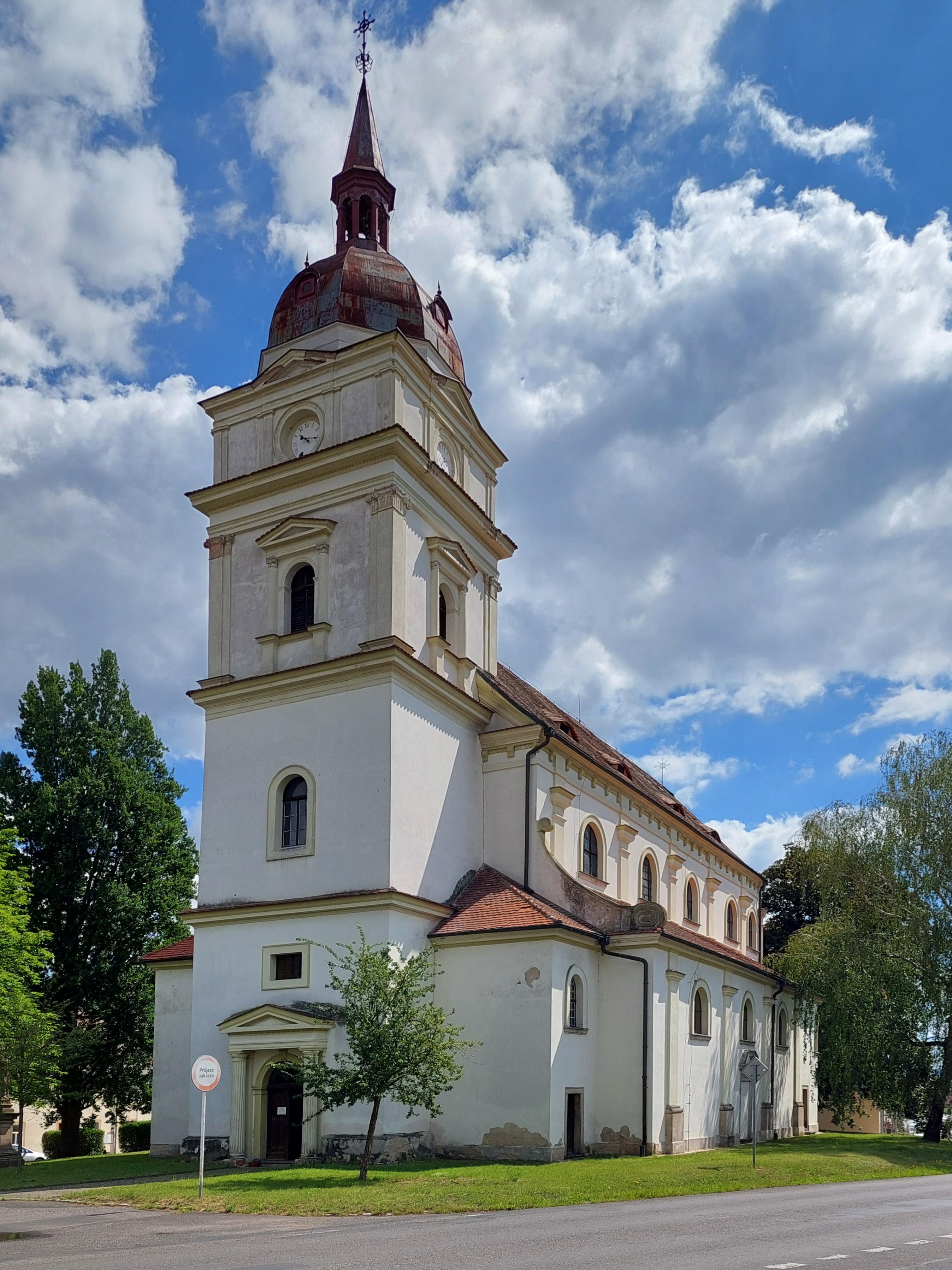
Kostel Narození Panny Marie na Husově náměstí
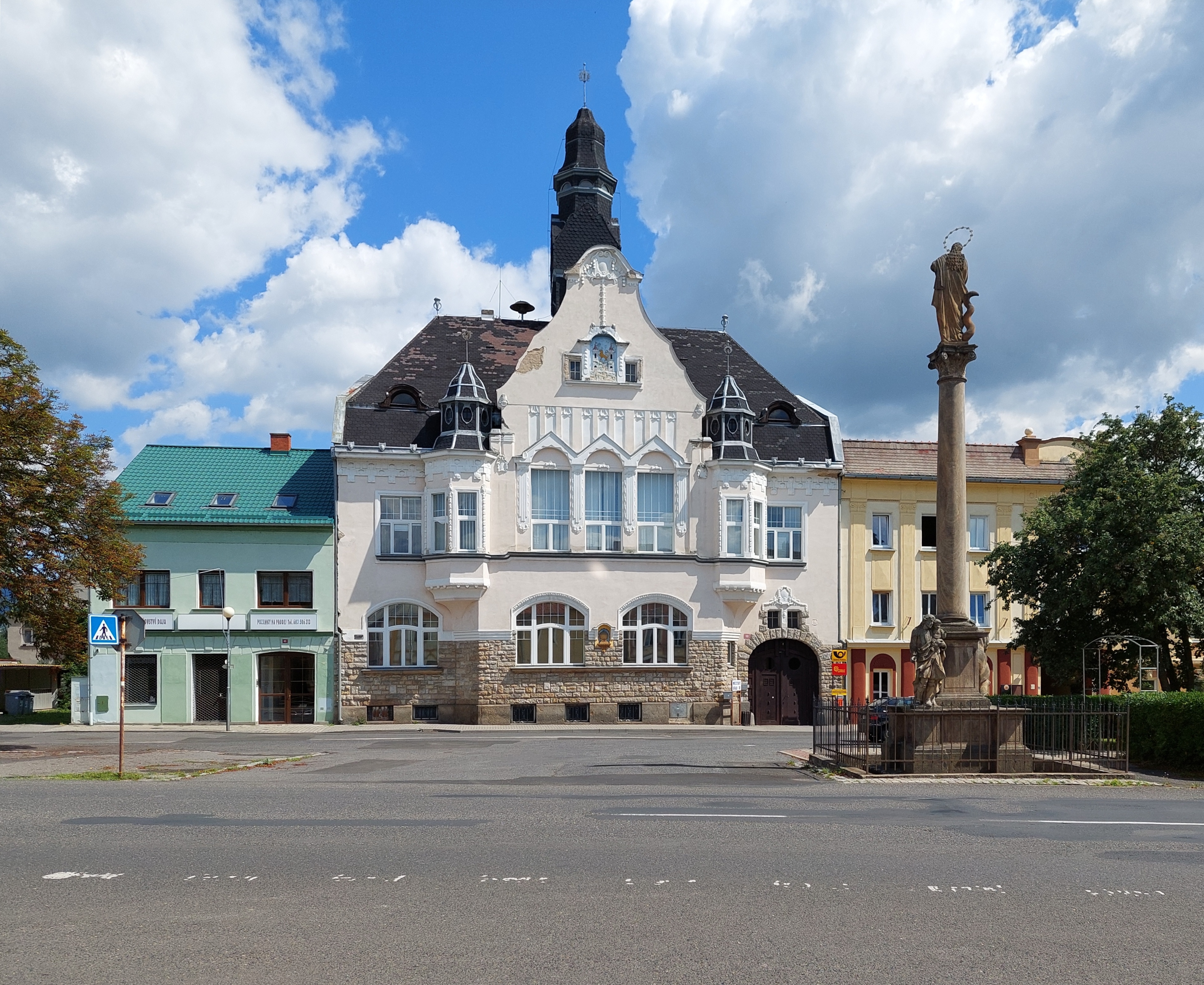
Secesní budova městského úřadu s Mariánském sloupem napravo
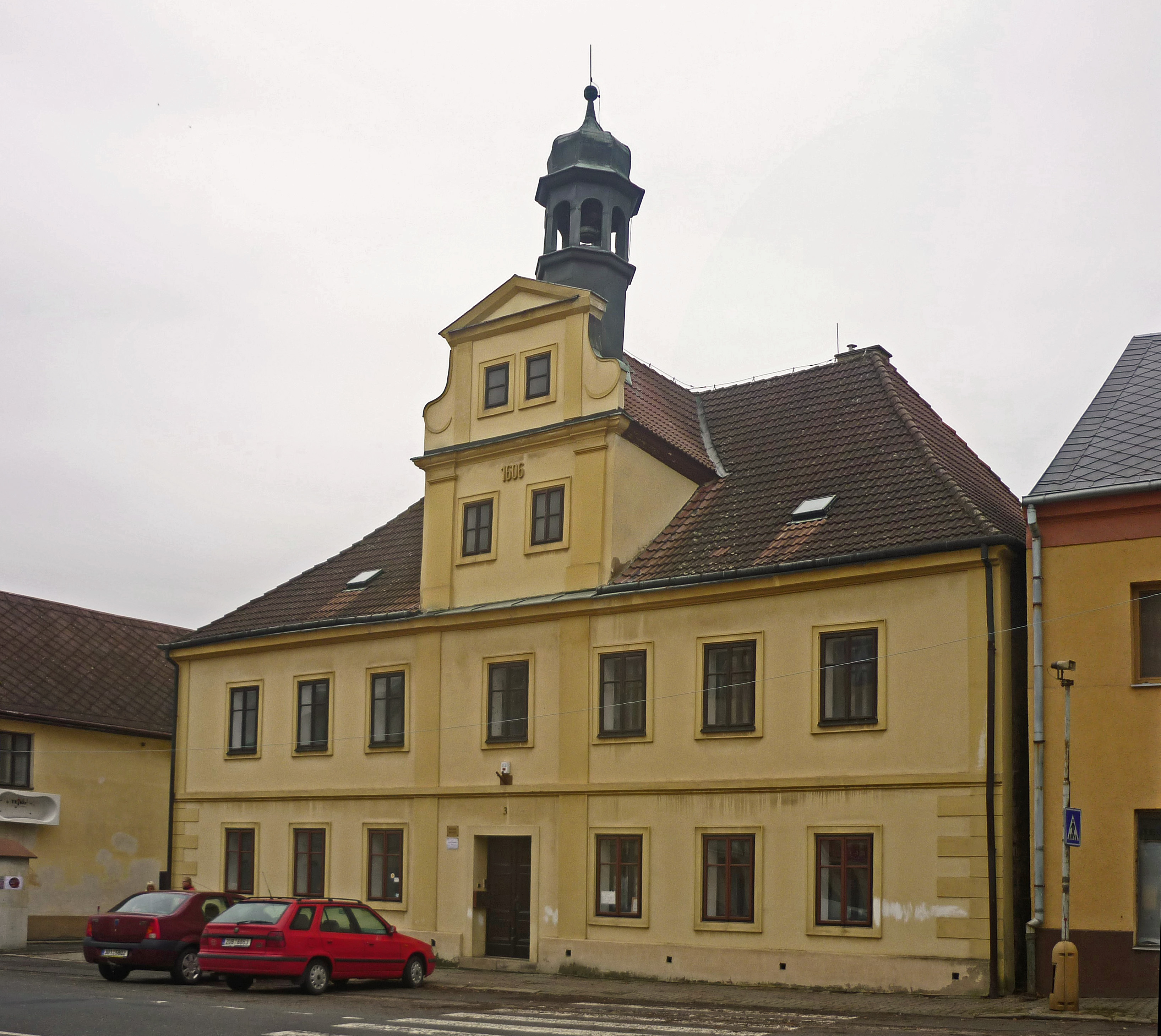
Renesanční budova původní radnice, později městského muzea
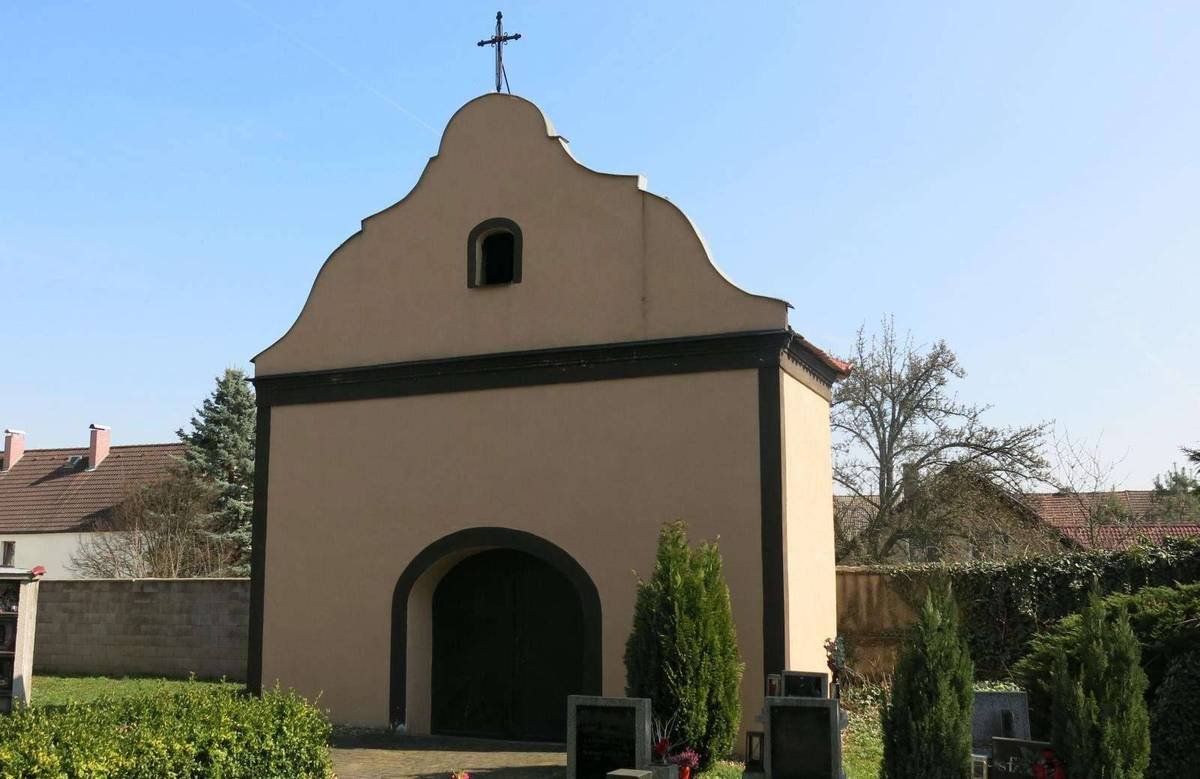
Hřbitovní kaple svatého Michaela
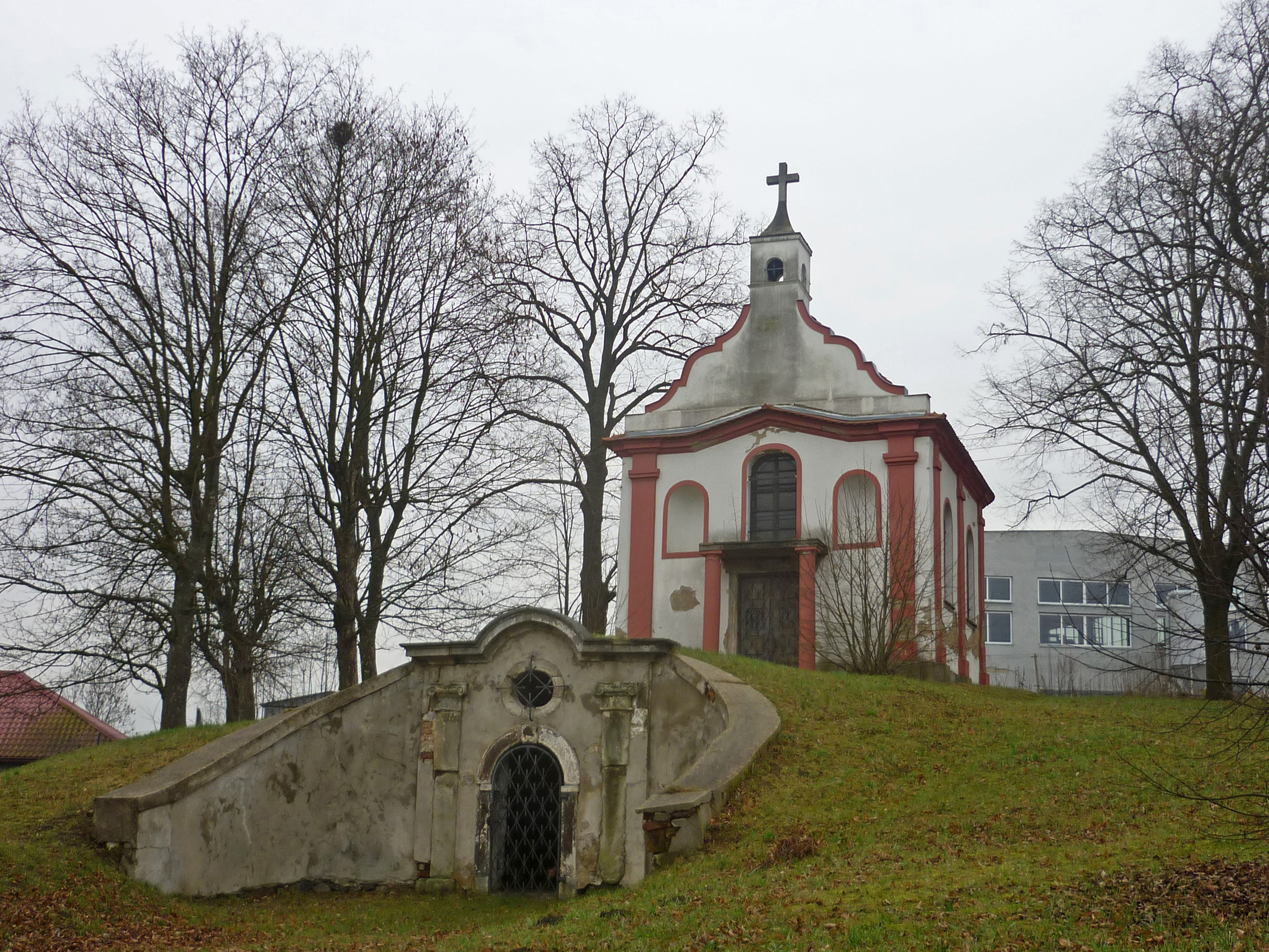
Kaple svatého Jana Křtitele

## Osobnosti
- Paul Hermann (1893–1962), v Chabařovicích narozený německy píšící básník a prozaik tvořící pod pseudonymem Catilina, též redaktor Vorwärtsu[33]
- Gerhard Bondi (1911 Chabařovice – 1966 Halle), německý ekonom a právník[34]
- Čestmír Patzel (1914–2004), fotbalista
- Zdeněk Šlemr (1917 Chabařovice – 1988 Brno), divadelní herec[35]

## Partnerská města
- Drebach, Německo
- Ždiar, Slovensko